# Bizi !
Pour l’article homonyme, voir BiZi.
Bizi ! (« Vivre ! », en basque) est une association de type loi de 1901 qui s'inscrit dans le mouvement altermondialiste. Ses objectifs sont axés sur la promotion de la justice environnementale et de la justice sociale au niveau mondial comme au niveau local. Créée le 24 juin 2009 en perspective du sommet de Copenhague et avec le soutien de la Fondation Manu Robles-Arangiz, son champ d'action local est le Pays basque français et sa communication est bilingue français/basque.
Bizi ! est une association indépendante et a-partisane qui rejette toute stratégie clandestine ou action violente.
En mai 2020, l'association Bizi ! comptait 678 membres.

## Organisation et principes fondamentaux
Selon la charte de Bizi ! les six piliers sur lesquels l'association articule son action sont : 
- le diagnostic, la critique et les résistances ;
- l'élaboration de propositions concrètes ;
- la lutte pour des alternatives collectives, locales et possibles dès aujourd'hui ;
- la modification des comportements individuels et la pédagogie de la pratique ;
- la formation interne et externe ;
- la participation à la réflexion et à la mobilisation internationales.

Fonctionnant de manière démocratique selon le principe « 1 membre égale 1 voix », les décisions sont prises lors de réunions de coordination ouvertes à tous. L’association est organisée en groupes de travail thématiques et en groupes locaux géographiques.

## Champs d’action
Bizi ! s’engage pour la mise en œuvre de la transition sociale et écologique (consommation responsable, banques éthiques, gestion des déchets, réduction de l’empreinte écologique, transition énergétique…) par l’organisation d’événements, d’actions de visibilité et un travail avec les élus locaux. Par des cycles de conférences organisés de façon permanente (Hervé Kempf, Paul Ariès, José Bové, Geneviève Azam, Hervé Le Treut…), Bizi ! contribue à donner aux citoyens des outils de compréhension des enjeux actuels.
L’association s’est notamment fait connaître par :
- la mise en valeur des alternatives concrètes et porteuses de valeurs au niveau écologique et social par l’organisation de l’événement Alternatiba[6], le village des alternatives ;
- sa participation à la mise en place d’une monnaie locale et solidaire, l'eusko[7],[8] ;
- sa campagne en faveur du développement de l’utilisation du vélo et des voies de bus en sites propres[9] ;
- son opposition à la nouvelle ligne à grande vitesse Bordeaux–Hendaye[10] et son soutien au développement des transports en commun de proximité[11] ;
- des actions médiatiques comme l'enterrement du Grenelle de l'environnement à l'occasion de l'abandon de la taxe carbone par le gouvernement de François Fillon, des campagnes d'enlèvement de chaises contre des banques critiquées pour leurs investissements écologiquement irresponsables[12] ou impliquées dans des scandales liés à l'évasion fiscale[13],[8], des actions spectaculaires contre l'ouverture des grandes surfaces le dimanche ;
- la création d'une boîte à outils municipale pour la transition écologique et énergétique, dans le cadre des élections municipales de 2014, proposée à la carte aux candidats et faisant ensuite l'objet d'un suivi municipal durant tout le mandat 2014-2020[14];
- la rédaction du pacte de métamorphose écologique, dans le cadre des élections municipales 2020-2026, ayant fait l'objet d'une marche de vulgarisation sur le territoire de la CAPB au mois de mars 2020[15]. Ce pacte a été signé par 80 listes candidates. Il donne lieu à un suivi des engagements municipaux de 46 communes signataires[16] et 10 communes de plus de 2000 habitants non-signataires, à travers un réseau de sentinelles écologiques du Pays Basque, d'une gazette périodique et de rapports intermédiaires. Le premier rapport en 2021 [17]a abouti à la conclusion suivante : "La métamorphose n'est pas démarrée", avec une moyenne de 0,3 sur 4. Le second rapport de mi-mandat, en 2023[18], a confirmé l'insuffisance de l'engagement avec une moyenne de 0,5 sur 4.

## Bizi! à l’international
Bizi ! s’associe régulièrement à des événements de dimension internationale :
- Conférence de Copenhague de 2009 sur le climat[19] ;
- 2010 : alter-sommet de Cancon en même temps que la Conférence de Cancún de 2010 sur le climat[20] ;
- 2011 : contre-sommet du G20 de Nice (en opposition au sommet du G20 de 2011) ;
- 2012 : sommet des peuples de Rio + 20 (réunions parallèles à la conférence des Nations unies sur le développement durable)[21] ;
- 2013 : Forum social mondial de Tunis (26 au 30 mars), durant lequel Bizi ! lance le projet Logoklima pour la création d’un logo mondial symbolisant l’urgence climatique et la justice sociale[22] ;
- 2015 : Forum social mondial de Tunis (24 au 28 mars), où Bizi ! et Alternatiba lancent la communication du Tour Alternatiba 2015 et du Village Mondial des Alternatives qui se tiendra à Paris durant la COP 21[23].

## Collectifs
Depuis sa fondation, Bizi ! s’est impliqué dans différents collectifs :
- coordination anti ligne à grande vitesse LGV Bordeaux - Espagne opposée aux grands projets inutiles et imposés ;
- comité Pays basque de soutien aux opposants au projet de nouvel aéroport de Notre-Dame-des-Landes[24] ;
- collectif citoyen local contre les dettes publiques illégitimes et favorable à un audit de la dette publique (crise de la dette dans la zone euro) ;
- collectif En Train Pays basque, qui milite pour la participation des usagers aux prises de décisions concernant le service public ferroviaire[25] ;
- partie prenante du Comité des collèges de l'eusko[réf. nécessaire], monnaie locale écologique et solidaire au Pays basque Nord ;
- collectif Pays basque pour la mise en place d'une "pollutaxe" sur le principe pollueur-payeur en opposition au mouvement des bonnets rouges depuis décembre 2013[26],[27] ;
- le mouvement Action non-violente COP21, qui mène des actions de désobéissance civile pour lutter contre le dérèglement climatique.

## Événements
Le « Village des alternatives » Alternatiba est un événement accueillant un large public autour d'alternatives concrètes au changement climatique et à la crise écologique.
En 2013, l’événement qui devait être parrainée par Stéphane Hessel s'est déroulé les samedi 5 et dimanche 6 octobre dans le centre-ville de Bayonne. À la suite d'une grande campagne de communication et des soutiens de nombreuses organisations et diverses personnalités, plus de 10 000 personnes y ont participé. Depuis, plusieurs Alternatiba ont eu lieu à Agen, Nantes, Gonesse, Lille, Bordeaux, et bientôt à Tahiti. De nombreux Alternatiba sont en cours de préparation pour 2015.
Depuis février 2014, le mouvement s'est développé et, sous l'impulsion d'Alternatiba Bayonne, une coordination européenne réunissant plus de 45 villages des alternatives s'est mise en place et s'est réunie successivement à Nantes, Bayonne, Paris à la fin de l'Université d'été des Attac d'Europe, puis à Lille. Un projet de tour de France en tandem 4 places est prévu en 2015 pour sensibiliser l'opinion publique sur l'importance du réchauffement climatique et donc de la Conférence de Paris (COP21) qui devrait prendre des décisions importantes au Bourget en décembre 2015 pour maîtriser les émissions mondiales de gaz à effet de serre.
Une nouvelle édition d'Alternatiba Bayonne se déroule les 6 et 7 octobre 2018. L'arrivée du Tour Alternatiba le 6 octobre 2018 célèbre l'ouverture du prochain village des alternatives de Bayonne, qui marque les cinq ans de la dynamique citoyenne. Cette édition est soutenue par le sociologue et philosophe Edgar Morin et l'anthropologue sénégalaise Mariama Diallo.
Le 7 octobre a lieu le village des alternatives au changement climatique. Malgré le temps pluvieux, le week-end rassemble 15 000 visiteurs.